# جدري الكناري
جدري الكناري (بالإنجليزية: Canarypox)‏ وهو مرض يسببه فيروس الوقس الطيري يصيب الطيور البرية والأسيرة ويمكن أن يسبب خسائر كبيرة. يمكن لجدري الكناري دخول الخلايا البشرية ولكن لا يمكنه البقاء على قيد الحياة ولا التكاثر فيها. هناك لقاح فيروس حي متاح.